# Rottura spontanea di supersimmetria
La rottura spontanea di supersimmetria è un ipotetico processo di rottura spontanea di simmetria che sarebbe avvenuto nell'immediatezza del Big Bang e che avrebbe avuto come esito l'incremento di massa delle particelle teorizzate dalla supersimmetria.

## Descrizione e razionale
La rottura spontanea di simmetria (SSB dall'inglese Spontaneous Symmetry Breaking) in una teoria quantistica di campo è il fenomeno secondo il quale l'hamiltoniana di un sistema (o la lagrangiana) perde la propria simmetria rispetto a una trasformazione gruppale in uno stato fondamentale di vuoto che è degenere, cioè il  suo potenziale minimo è diverso da zero.
La rottura di supersimmetria prevede che lo stato di vuoto perda la propria simmetria rispetto a una trasformazione di supersimmetria, cioè rispetto alle trasformazioni che associano ad ogni particella bosonica una  fermionica di uguale massa e viceversa
Tale processo viene ipotizzato in quanto avrebbe avuto l'effetto di un notevole aumento di massa delle particelle supersimmetriche, giustificando  l'esito negativo della loro ricerca sperimentale e consentendo così di mantenere in vita la teoria.
In supergravità il processo implica una modifica del meccanismo di Higgs in cui il gravitino diventa massivo.